# Черкасская улица (Киев)
Черкасская улица (укр. Черкаська вулиця) — улица в Шевченковском районе города Киева, местности Дегтяри, Нивки. Пролегает от Магистральной улицы до улицы Януша Корчака.
Приобщаются улицы Солнечная, Цулукидзе (дважды) и проход до улиц Калиновой и Толбухина.

## История
Улица известна с 1913 года под названием Центральная. Современное название — с 1955 года, в честь города Черкассы.

## Интересные факты
Недалеко от дома №17/69 растет так называемый Сырецкий дуб. Его возраст — более 450 лет, высота — 20 м, обхват ствола — 4,90 м. В 2008 году был взят под охрану как памятник природы местного значения.

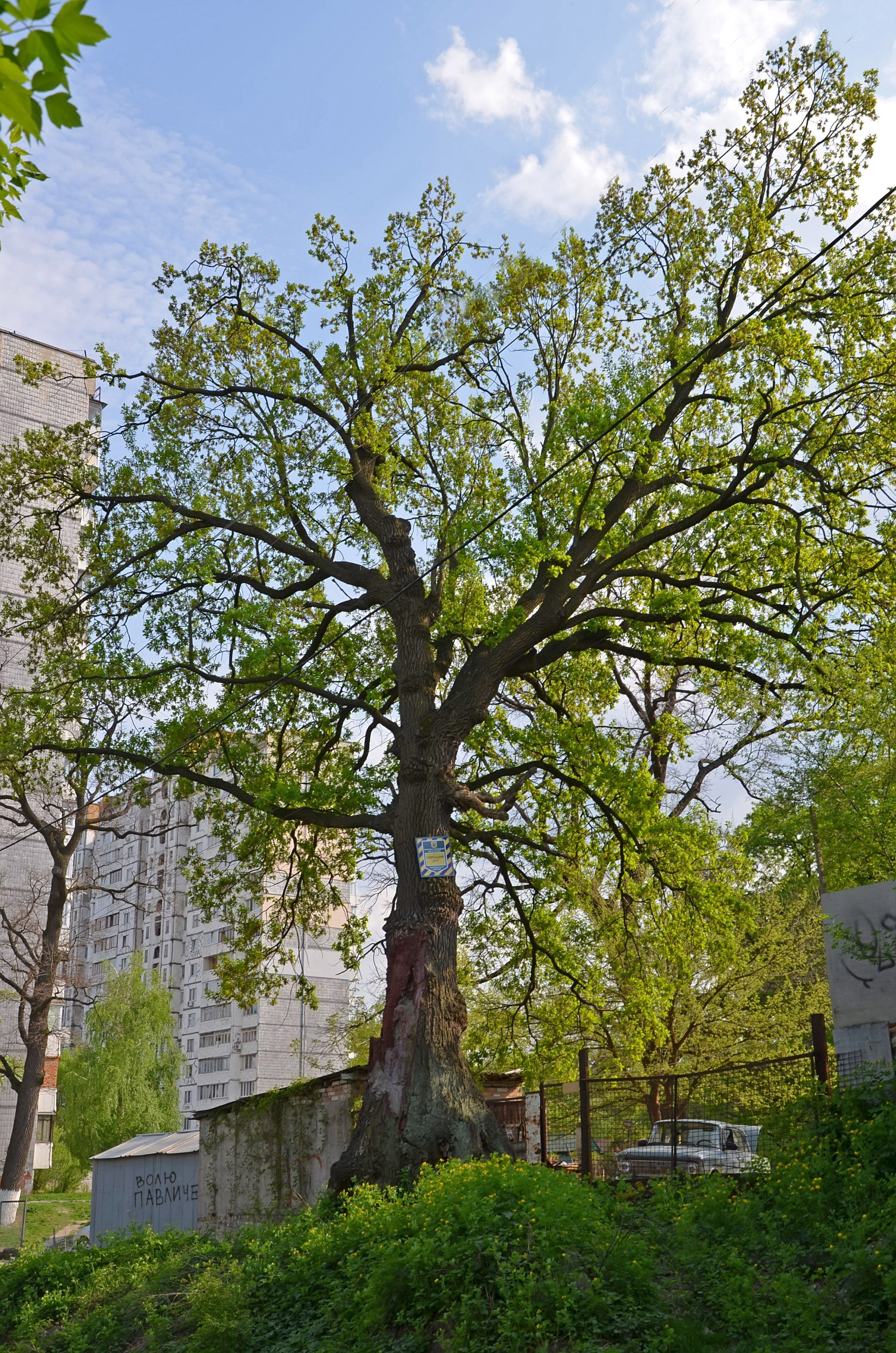
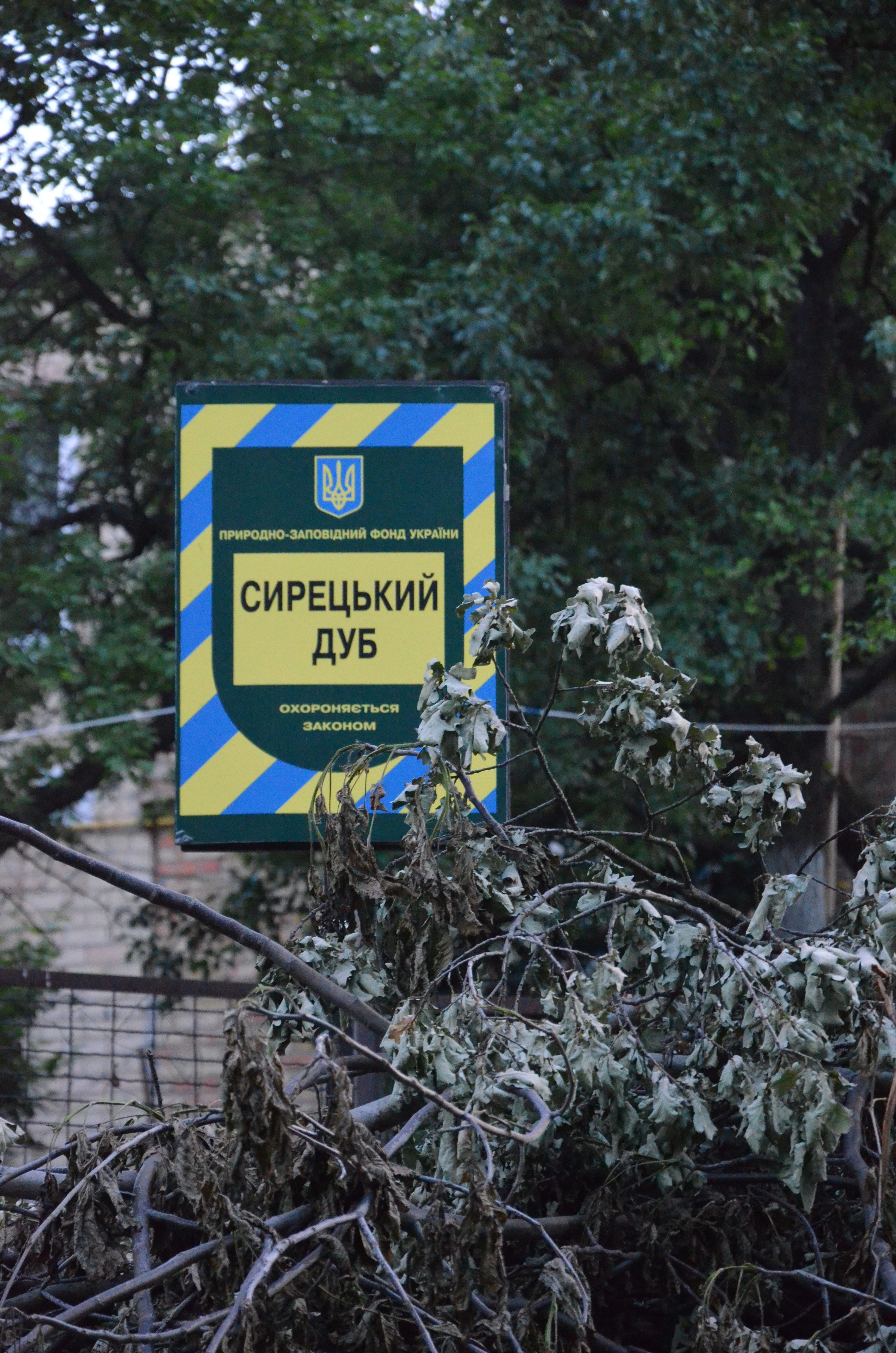